# Super PI
是一个计算圆周率的计算机程序，最大精确到小数点以后的3200万位數。该程序采用高斯-勒让德算法，并且于1995年被日本電腦科學家金田康正使用在Windows环境下计算出精确到232次方的圆周率。

## 意义
Super PI被许多超频玩家用以测试电脑的性能及稳定性。在超频社区中，常规的程序为电脑爱好者提供基准测试以比较圆周率计算「世界纪录」并展示超频能力。该程序也被用来测定某一超频速率下的稳定性。如果一台电脑能够准确计算圆周率至小数点以后3200万位，就被认为在一定的RAM和CPU环境下具有稳定性。然而，其它CPU/RAM增强运算程序运行时间往往持续几个小时而不是几分钟，并且可能会给系统稳定性带来更多压力。尽管Super PI并非计算圆周率最快的程序，但它仍在硬件及超频社区中广为流传。

## 对可靠性的疑慮
对实现Super PI最佳运算次数的竞争本质会引起Super PI的不实计算结果，使报告出的计算次数快于正常值。反对欺骗测试结果的尝试产生了Super PI的改进版，采用校验和以验证结果。然而，其它制造不正确或虚假的计算结果的方式的存在，提高了该程序作为超频基准测试的未来的的疑问。
Super PI利用x86指令系统。这一系统可追溯到8086数学协同处理器的时代。在当时3DNow!与Streaming SIMD Extensions的发布而80386、80486与Pentium过时的条件下有重要意义。

## 未来
Super PI采用单线程，因此其作为目前多核心处理器性能指标的测试工具的意义迅速降低。因此，Hyper PI（页面存档备份，存于）被开发出来以支持多线程Super PI同时运行而能在多核心设备测试稳定性。其他的多线程程序有：wPrime、IntelBurnTest、Prime95、Montecarlo superPI、OCCT。